# Blå eld

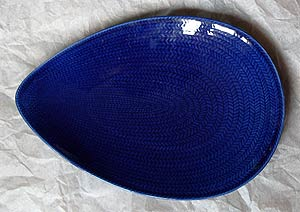
Blå eld – uppläggningsfat

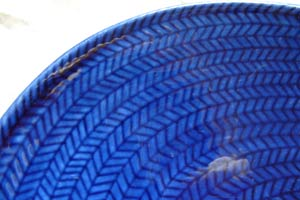
Blå eld – detalj

Blå eld är en flintgodsservis från Rörstrands Porslinsfabrik, skapad av keramikern Hertha Bengtson. Färgkombinationen var unik och tanken bakom den var att allt man åt och drack ur var vitt, medan blått reserverades för tallrikar, kannor, skålar och uppläggningsfat. Andra mindre vanliga färger i servisen är grått, grönt och rött. Servisen skapades 1950, och produktionen inleddes 1951. Den tillverkades fram till 1971.